# Dry Tortugas
Le Dry Tortugas sono un piccolo gruppo di isole, site nel Golfo del Messico alla fine delle Florida Keys, negli Stati Uniti d'America, a circa 108 km a ovest di Key West e a circa 60 km a ovest delle Marquesas Keys, le isole più vicine. Poco più ad ovest si trova il Tortugas Bank, completamente sommerso. I primi europei a scoprire le isole furono gli spagnoli nel 1513, guidati dall'esploratore Juan Ponce de León. Le isole sono unincorporated area della Contea di Monroe, e appartengono alle Lower Keys Census County Division. Con le loro acque circostanti, costituiscono il Parco nazionale di Dry Tortugas.

## Geografia

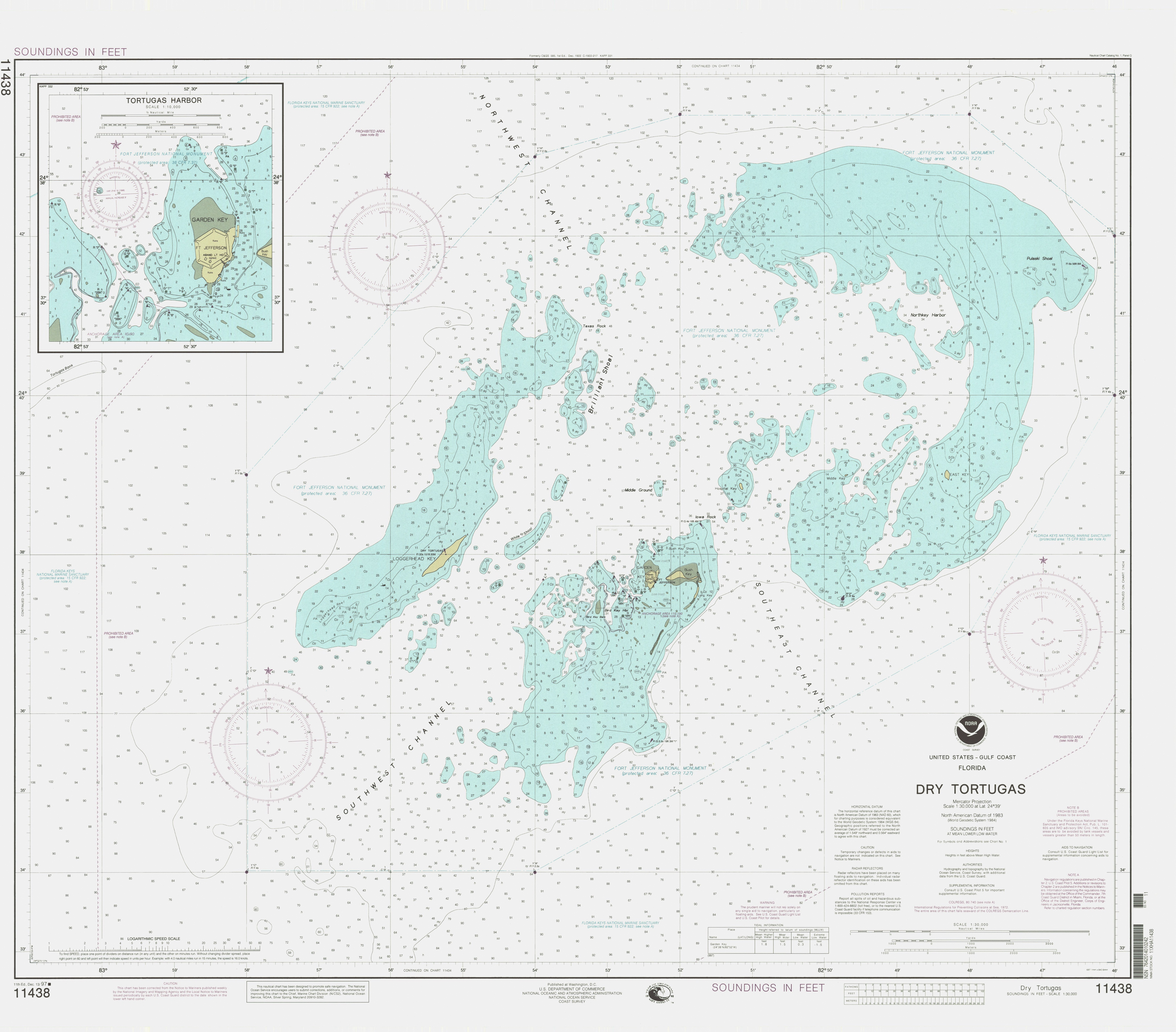
Carta nautica dettagliata delle Dry Tortugas.

Le isole sono basse ed irregolari. Alcune isole presentano basse piante di mangrovie e vari altri tipi di vegetazione, mentre altre hanno solo piccole macchie di erba o sono prive di vita vegetale. In generale, si innalzano bruscamente dall'acqua relativamente profonda. Esse cambiano continuamente forma e dimensioni. L'atollo di Tortugas ha avuto fino a 11 isolette nel corso degli ultimi due secoli. Alcune delle isole minori sono scomparse e riapparse più volte a seguito di uragani.

### Isole
La superficie totale delle isole, alcune delle quali sono poco più di banchi di sabbia appena sopra la superficie dell'acqua, è di circa 580.000 m2. La loro altitudine è variata nel corso del tempo a causa del vento e delle onde che le hanno rimodellate. Esistono sette isolotti, che sono da ovest a est:
- East Key 44621 m2
- Middle Key 5589 m2
- Hospital Key 5687 m2
- Garden+Bush+Long Key 362399 m2
- Loggerhead Key 229876 m2
- Loggerhead Key, 250 x 1200 metri, con una superficie di 260,000 m2, è la più grande delle sette isole. Essa presenta la maggiore elevazione dell'arcipelago con un'altezza di appena 3,4 metri sul livello del mare. Il faro delle Dry Tortugas, alto 46 metri, si trova su quest'isola.
- Garden Key, è occupata quasi per intero dal Fort Jefferson e dal faro non più attivo (alto 20 metri). L'isola si trova a 4 km ad est della Loggerhead Key ed è la seconda per dimensioni misurando 400 x 500 metri e una superficie di 170.000 m2. Prima che venisse costruito il Fort Jefferson, la sua superficie era stimata tra 30.350 m2 e 35.610 m2.
- Bush Key, in passato denominata Hog Island per via dei maiali che vi venivano allevati per fornire carne fresca ai prigionieri e alla guarnigione di Fort Jefferson, si trova a pochi metri ad est di Garden Key. A volte, Bush Key è collegata a Garden Key da una striscia di sabbia. L'isola è la terza per dimensioni misurando 150 x 900 metri con un'area di 120.000 m2, ed ha un'elevazione media inferiore ad un metro. Bush Key ospita una colonia di sterne. Rimane chiusa ai visitatori da aprile a settembre per proteggere la nidificazione della sterna fuligginosa e della sterna stolida bruna.
- Long Key, 50 metri a sud della fine orientale di Bush Key, grande 50 x 200 metri, ha un'area di 8.000 m2
- Hospital Key, così chiamata perché disponeva di un ospedale per gli internati di Fort Jefferson, costruito negli anni 1870. L'isola era anticamente chiamata Middle Key o Sand Key. Si trova a 2.5 km a nord-est di Garden Key e Bush Key, ha forma circolare con un diametro di 70 metri ed ha una superficie di 4.000 m2 e un'elevazione massima di un metro.
- Middle Key, 2.5 km ad est di Hospital key, ha un diametro di 90 metri e occupa un'area di 6.000 m2. A seguito dei cambi di stagione, uragani e cicli delle maree, non è sempre al di sopra della superficie del mare e sparisce dalla vista per settimane o anche mesi, per riapparire poi nuovamente.
- East Key, 2 km ad est di Middle Key, misura 100 x 200 metri ed ha una superficie di 16.000 m2, e una quota di oltre 2 metri.

Le tre isole più ad ovest, che sono anche le più grandi (Loggerhead Key, Garden Key, and Bush Key), raggiungono circa il 93 per cento della superficie totale dell'arcipelago.

### Isole scomparse
In passato esistevano altre isole, ora scomparse, indicate di seguito da ovest ad est:
- Southwest Key, scomparsa dal 1875, oggi un banco di sabbia sommerso a sud di Loggerhead Reef
- Bird Key (un tempo denominata Booby Key), circa 1.5 km a sud-ovest di Garden Key, scomparve nel 1935, ed oggi la sua area è nota come Bird Key Bank e Bird Key Harbor
- North Key, probabilmente identica all'antica Booby Island, oggi la sua area è denominata North Key Harbor, un ancoraggio a ovest-sud-ovest del banco Pulaski, scomparve nel 1875
- Northeast Key (anticamente chiamata Sand Key), si trovava tra East Key e North Key, un po' a nord, e scomparve nel 1875

### Banchi con segnali luminosi
- Banco Pulaski (Pulaski Reef), segna il margine nord-est del gruppo di isole 24°41′36″N 82°46′24″W, non è un'isola, ma il luogo in cui esisteva il Pulaski Shoal Light.
- Iowa Rock, a metà strada tra Garden Key e Hospital Key, presenta un segnale di navigazione (e stazione meteorologica) costruito in acque basse. Venne distrutto da un uragano.

## Ambiente

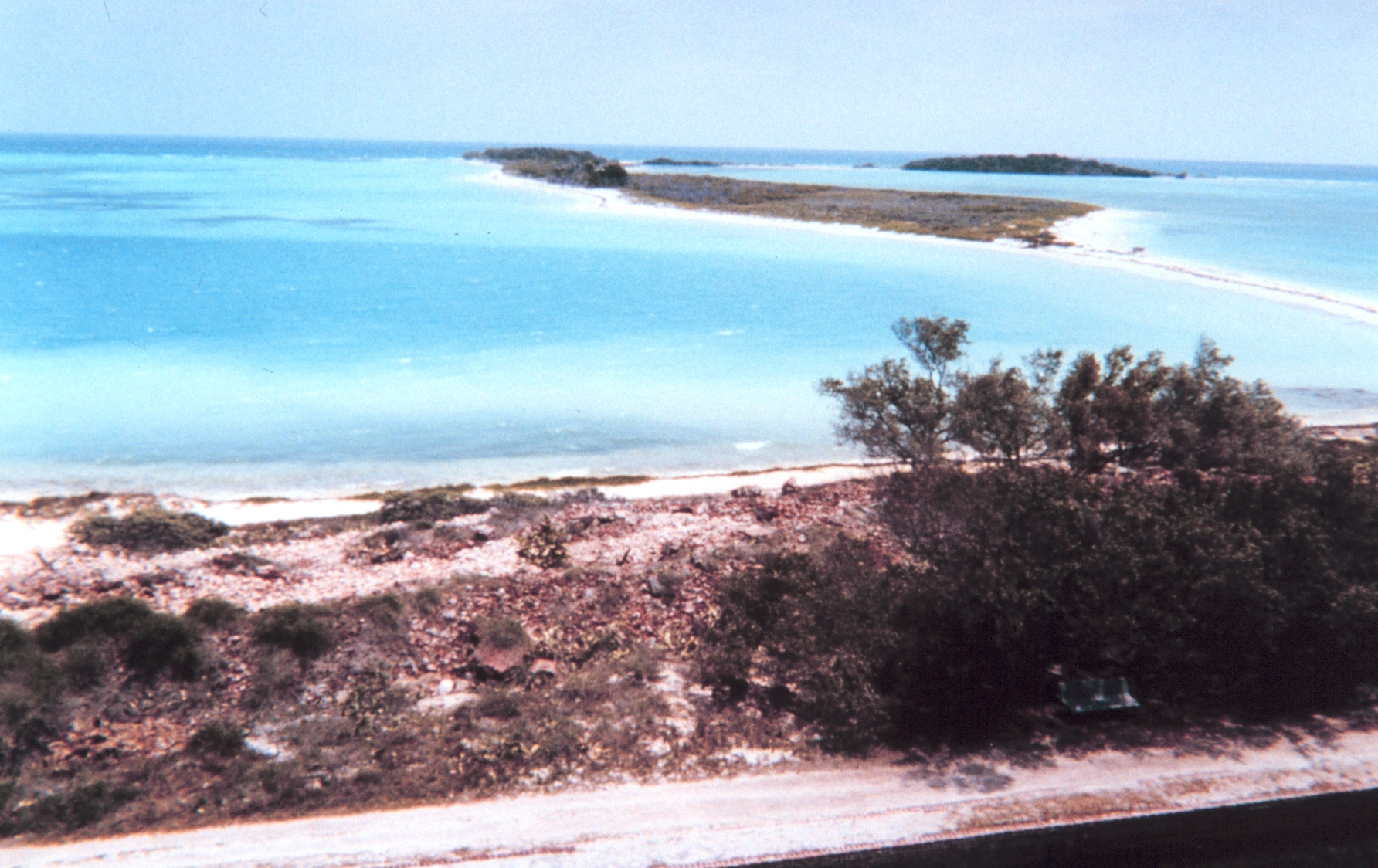
Bush Key (sullo sfondo) vista da Garden Key (primo piano), con Long Key a destra in alto.

Le isole hanno mutuato il loro nome dalle caratteristiche ambientali: Turtles, poiché Ponce de León, l'esploratore spagnolo che le scoprì, vide diverse tartarughe marine sulle isole. Subito dopo venne aggiunto il termine "Dry" (secco), per indicare ai naviganti la mancanza di acqua dolce nelle isole. Più tardi i marittimi presero l'abitudine di tenere le tartarughe nelle stive delle navi, girate sulla schiena, per disporre di carne fresca durante la navigazione. Queste isole non sono collegate all'isola dei Caraibi, Tortuga, nei pressi di Hispaniola.
Le isole sono sede del Parco nazionale di Dry Tortugas e sono accessibili soltanto via mare o a mezzo di idrovolanti. La grande colonia di uccelli marini che le popola, comprendente sterne fuligginose, sterne stolide brune, sule mascherate e fregate magnifiche, e la regolare presenza di uccelli migratori caraibici, fanno di esse la meta di appassionati di ornitologia e bird watching.

## Storia

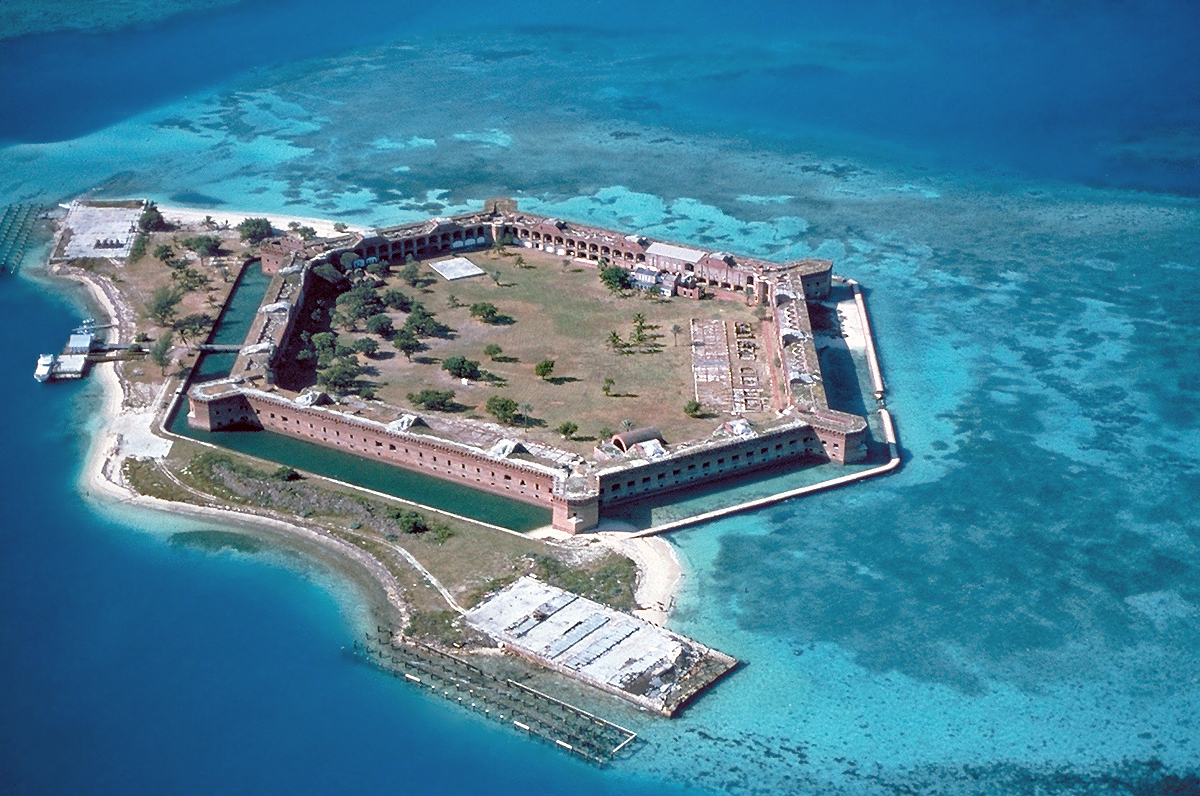
Fort Jefferson sulla Garden Key, visto da nord-est.

L'esploratore spagnolo Ponce de León diede alle Dry Tortugas il loro nome attuale in occasione della sua prima visita nel 1513. Il nome è il secondo più antico ancora in uso dato dagli europei in territorio degli Stati Uniti. Le chiamarono Las Tortugas (Le tartarughe) dato che gli equipaggi delle navi componenti della spedizione avevano catturato 170 tartarughe marine sulle isole. Subito dopo, venne anteposta al nome la parola "Dry" (secco), per indicare ai naviganti l'assenza d'acqua dolce.
Nel 1742 HMS Tyger fece naufragio alle Dry Tortugas. L'equipaggio visse sulla Garden Key per 56 giorni, e combatté una battaglia contro uno sloop spagnolo, prima di salpare verso la Giamaica su diverse piccole imbarcazioni.
Il governo degli Stati Uniti non completò mai il Fort Jefferson dopo 30 anni di lavori a Garden Key, e i suoi bastioni rimasero nelle mani dell'Unione durante la guerra di secessione americana. È poi stato utilizzato come prigione fino ad essere abbandonato nel 1874. Il dottor Samuel Mudd, famoso per essere il medico che curò John Wilkes Booth, sulla scia dell'assassinio di Lincoln, fu imprigionato qui fino all'inizio del 1869. Nel corso degli anni 1880, la Marina realizzò una base nelle Dry Tortugas, e successivamente vi venne creato un rifornimento di carbone e una stazione radio senza fili. Durante la prima guerra mondiale, vi venne realizzato un idroscalo che fu abbandonato subito dopo.
Dal 1903 al 1939 il Carnegie Institution di Washington tenne in esercizio il Marine Biology Laboratory sulla Loggerhead Key, che "...presto divenne la migliore stazione biologica marina del mondo in zona tropicale”. Nel corso degli anni, più di 150 ricercatori utilizzarono la riserva per fare le loro ricerche. Nel giugno 1911 il laboratorio costruì una nave a Miami, per essere utilizzata come veicolo per le ricerche e come mezzo di collegamento tra la stazione e Key West. La nave, ad eccezione del periodo in cui venne utilizzata dalla US Navy durante la prima guerra mondiale, venne utilizzata dal laboratorio marino fino al 1939 e venne poi donata, da Anton Dohrn, al Woods Hole Oceanographic Institution.
Un resonto della vista al Forte delle Dry Tortugas da parte del presidente degli Stati Uniti d'America Franklin D. Roosevelt e di Robert H. Jackson si trova nel libro That Man: An Insider's Portrait of Franklin D. Roosevelt, di Robert H. Jackson, edito e con prefazione di John Q. Barrett (Oxford University Press, New York, 2003).
Le Dry Tortugas sono ricche di storia marittima. Nel 1989, la Seahawk Deep Ocean Technology esplorò il relitto di un vascello che sembra sia stato parte della Flotta spagnola del tesoro del 1622. Il relitto sito alla profondità di 1332 metri, conteneva anfore olearie, rame, oro, argento, cristalli ed altri oggetti di valore. Il 6 settembre 1622, la Nuestra Señora de Atocha venne investita da un forte uragano sulla barriera corallina vicino alle Dry Tortugas, circa 56 km. ad ovest di Key West. Mel Fisher scoprì il relitto il 20 luglio 1985. Il bottino recuperato, stimato al valore di 450 milioni di dollari, noto come "The Atocha Motherlode," era costituito da 40 tonnellate di oro e argento; vennero trovate circa 114.000 monete d'argento spagnole: "pezzi da 8", monete d'oro, smeraldi colombiani, oggetti d'oro e d'argento e 1000 lingotti d'argento. Oltre all'Atocha, la società di Fisher, Salvors Inc., trovò resti di altre navi, compresa la nave gemella dell'Atocha, il galeone Santa Margarita, affondato nello stesso anno, e i resti di una nave che trasportava schiavi, la Henrietta Marie, affondata nel 1700.
Nell'agosto 2004, le Dry Tortugas vennero severamente colpite dall'uragano Charley. Nei giorni seguenti, un aereo da turismo Cessna cadde nelle acque dell'atollo, uccidendo il cineasta Neal Fredericks mentre filmava alcune scene del suo film CrossBones.

## Galleria d'immagini

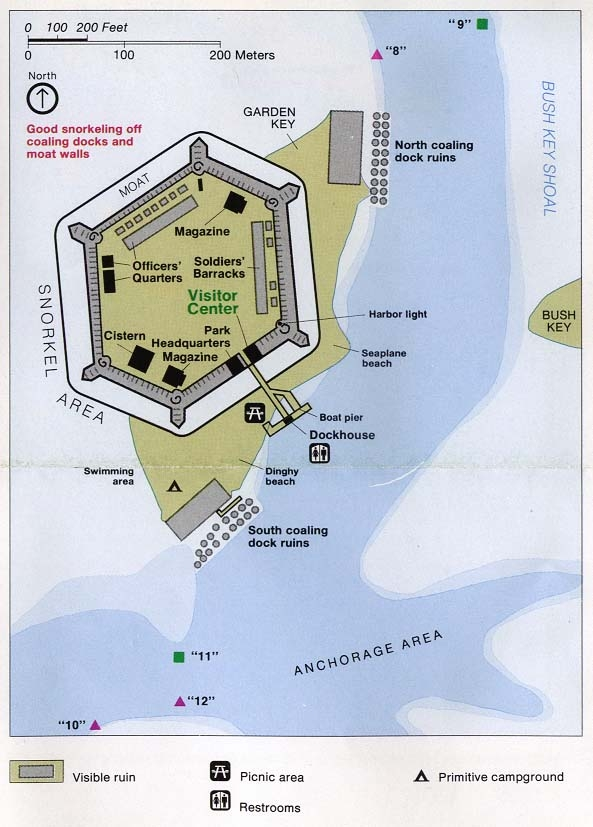
Mappa di Garden Key con Fort Jefferson.
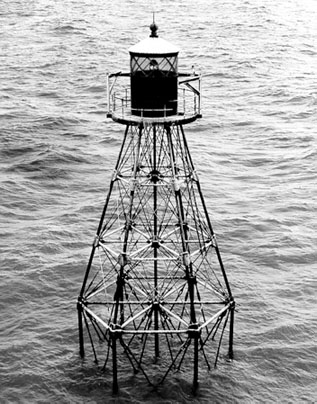
Faro Pulaski.